# Барселона (хоккейный клуб)
Хоккейный клуб «Барселона» — испанская команда по хоккею с шайбой из Барселоны, входящая в структуру футбольного клуба «Барселона». Выступает в Испанской хоккейной суперлиге. Домашней ареной является ледовый дворец «Палау-де-Жель» (кат. Palau de Gel), расположенный напротив стадиона «Камп Ноу».

## История

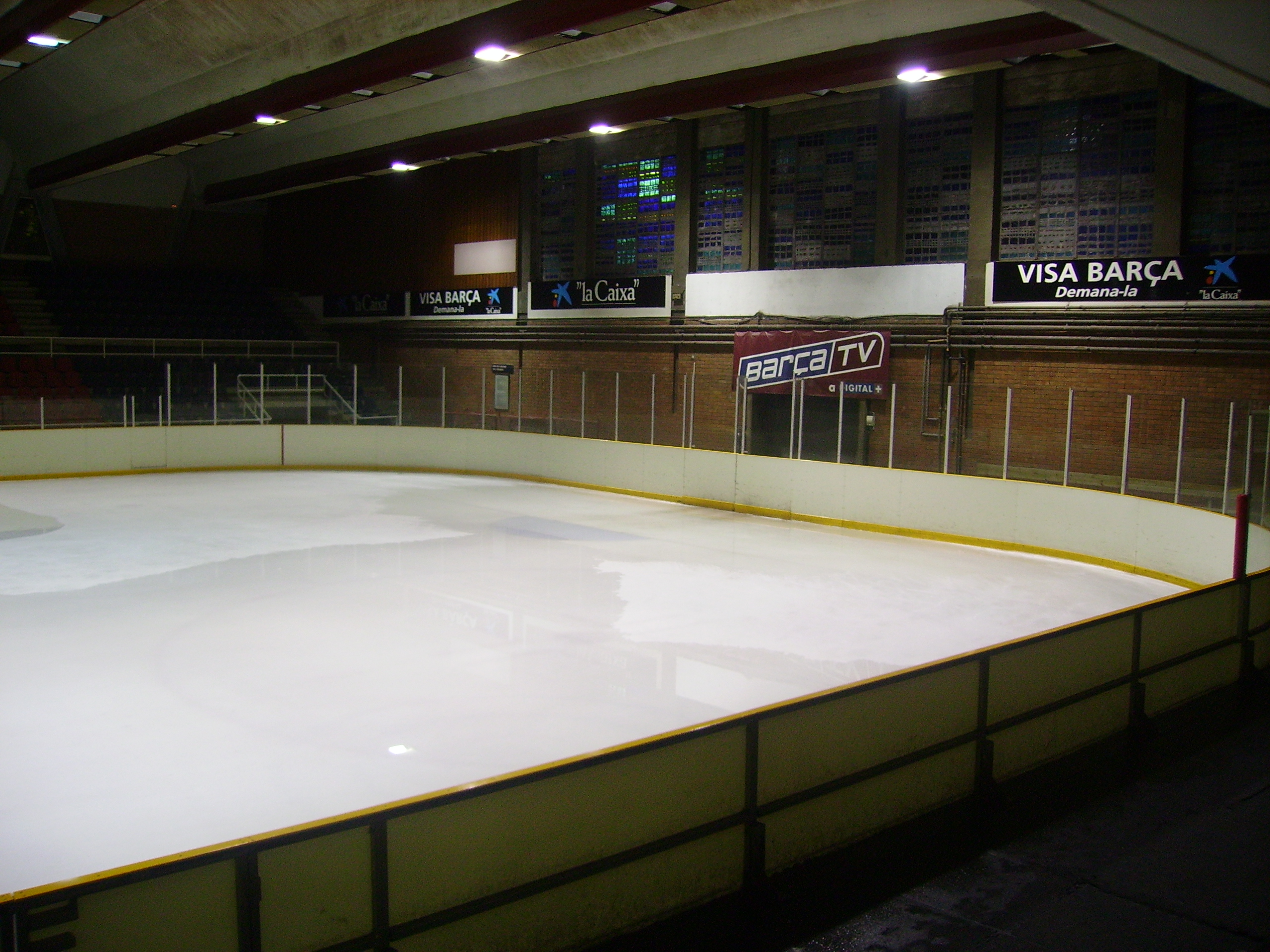
Арена «Палау-де-Жель»

Команда образована в 1972 году, после возведения стадиона «Палау-де-Жель». Первым завоёванным трофеем клуба стал хоккейный Королевский кубок 1976 года. В середине 80-х годов основной состав команды распался, удалось сохранить лишь молодёжный состав. В девяностых годах вновь начался подъем клуба, закончившийся золотым дублем сезона 1996-97 годов — чемпионством и победой в кубке Испании. В начале XXI века клуб усилил свои позиции, благодаря активной трансфертной политике на европейском рынке игроков: в команде появились легионеры с Украины, из Швеции, Словакии, команду стали тренировать иностранные специалисты.
В настоящее время клуб является одним из лидеров испанского хоккея. В составе национальной сборной Испании, участвовавшей в чемпионате мира 2009 года в группе B второго дивизиона, были задействованы 5 игроков «Барселоны», в том числе основной вратарь клуба и сборной — Андер Алкайне (кат. Ander Alcaine).

## Достижения клуба
- Испанская хоккейная суперлига
  - Победители (7) : 1987, 1988, 1997, 2002, 2009, 2021, 2022

- Кубок Короля Испании по хоккею
  - Обладатели (6) : 1976, 1977, 1982, 1997, 2015, 2019.